# Eucalyptus alligatrix
Eucalyptus alligatrix (лат.) — дерево, вид рода Эвкалипт (Eucalyptus) семейства Миртовые (Myrtaceae), эндемик юго-востока Австралии. У растения грубая волокнистая кора на стволе и ветвях, зрелые листья ланцетовидной формы, цветочные бутоны обычно расположены группами по три, цветки белые чашевидные, плоды колоколообразные или конусообразные.

## Ботаническое описание

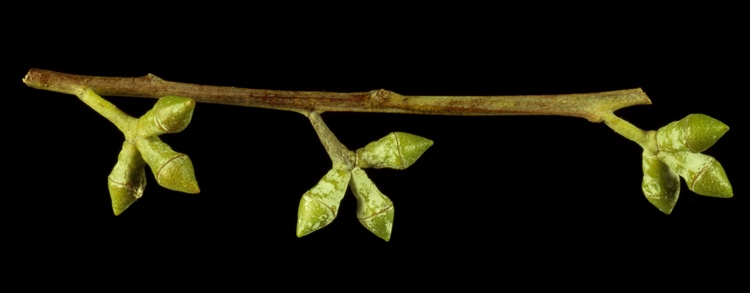
Цветочные почки

Eucalyptus alligatrix — дерево до 30 м в высоту. Кора на стволе и ветвях толстая, волокнистая, бороздчатая. Листья на молодых растениях и на порослях расположены супротивные, от широкояйцевидных до более или менее округлых, 20-45 мм в длину, 25-50 мм в ширину без черешка. Молодые листья тускло-голубовато-зелёные с беловатым налётом. Зрелые листья голубовато-зелёные, ланцетовидные, часто изогнутые, 55-200 мм в длину и 10-28 мм в ширину на черешке длиной 10-20 мм. Цветочные почки обычно располагаются группами по три, иногда по семь штук в пазухах листьев и находятся на цветоносе длиной 4-6 мм, отдельные бутоны на цветоножке длиной до 2 мм. Почки имеют форму от ромба до веретена, 6-8 мм в длину и 4-5 мм в ширину. Калиптра конусовидная, немного короче цветочной чашечки. Цветки белые. Плод — деревянистая чашеобразная, колоколообразная или конусообразная коробочка длиной 4-5 мм и шириной 4-8 мм.

## Таксономия
Вид Eucalyptus alligatrix был впервые официально описан в 1991 году Лоренсом Джонсоном и Кеном Хиллом из экземпляра, собранного к юго-западу от Джеймисона. Описание было опубликовано в журнале Telopea. Видовой эпитет — женская форма латинского слова alligator, означающего «тот, кто связывает», отсюда «та, что связывает вместе», имея в виду характеристики этого вида, которые занимают промежуточное положение между характеристиками E. cinerea и E. cephalocarpa.
В 1995 году Иэн Брукер и Эндрю Сли описали три подвида и опубликовали описания в Австралийской систематической ботанике:
- Eucalyptus alligatrix subsp. alligatrix, который вырастает до 15 м в высоту и имеет крону со взрослыми и молодыми листьями, когда они созревают, и с цветочными почками всегда группами по три[9][10];
- Eucalyptus alligatrix subsp. limaensis, который вырастает до 30 м в высоту и имеет крону, состоящую только из взрослых листьев, когда они созревают, и с цветочными бутонами, всегда группами по три[11][12];
- Eucalyptus alligatrix subsp. miscella, который вырастает до 15 м и имеет крону только со взрослыми листьями в зрелом возрасте и с цветочными почками группами по три и семь на одном дереве[13][14].

## Распространение и местообитание
Эндемик юго-восточной Австралии. Растёт в лесу, часто регенерируя на ранее расчищенных территориях.
- Подвид Eucalyptus alligatrix alligatrix растет в районах Эйлдон, Джеймисон и реки Биг-Ривер в Виктории[9][10];
- Подвид Eucalyptus alligatrix limaensis известен только из-под Суонпула в Виктории[11][12];
- Подвид Eucalyptus alligatrix subsp. miscella имеет ограниченное распространение около Рилстона в Новом Южном Уэльсе[13][14].

## Охранный статус
Подвиды E. alligatrix limaensis и miscella классифицируются как «уязвимые» в соответствии с Законом правительства Австралии об охране окружающей среды и сохранении биоразнообразия 1999 года. Основные угрозы для E. alligatrix limaensis включают повреждение деревьев домашним скотом, деградация почвы, нашествие сорняков и выпас скота. Был подготовлен план восстановления подвида. Подвид miscella известен только на одном пастбище недалеко от Рилстона, где регенерация минимальна. Основные угрозы для этого подвида включают выпас скота, разрушение среды обитания и нерегулярные режимы пожаров. Международный союз охраны природы классифицирует природоохранный статус вида как «вызывающий наименьшие опасения».